# Tweede Kamerverkiezingen 2006/Kandidatenlijst/SP

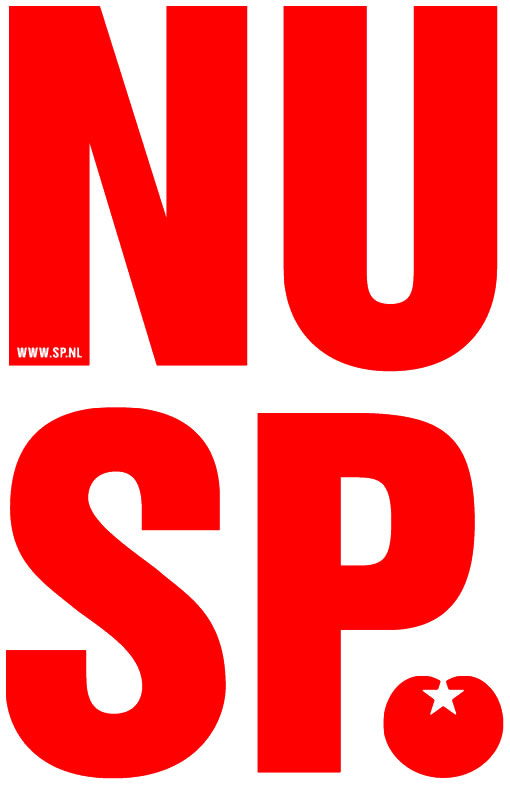
Campagneposter

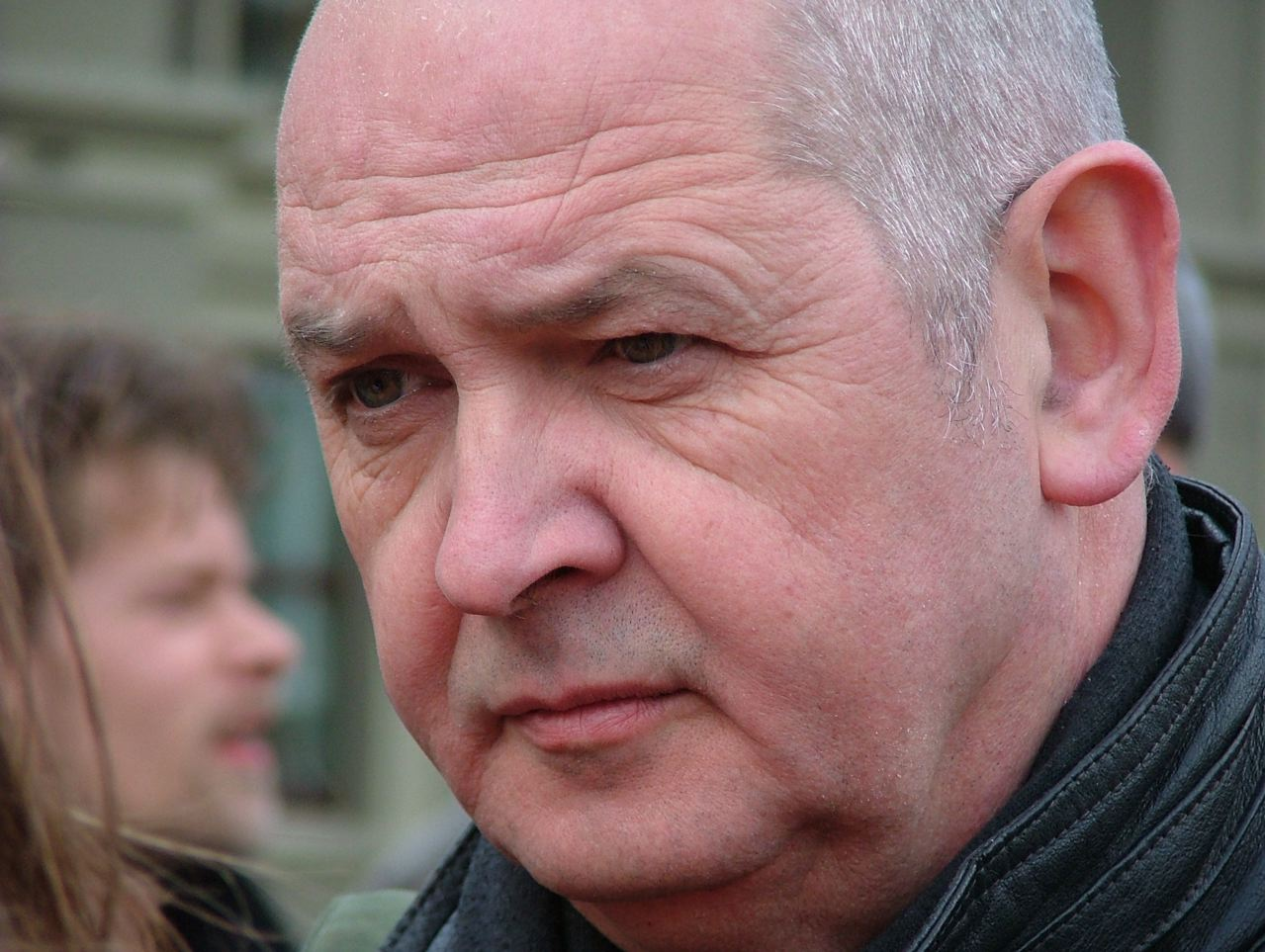
lijsttrekker Jan Marijnissen (afbeelding uit 2007)

Dit is de lijst van kandidaten van de Socialistische Partij voor de Nederlandse Tweede Kamerverkiezingen van 22 november 2006.

## Achtergrond
Op 2 september 2006 werd door het partijbestuur een conceptversie als voorstel voorgelegd aan de achterban. Op 7 oktober 2006 werd deze lijst door het partijcongres ongewijzigd overgenomen. Jan Marijnissen werd voor de zesde achtereenvolgende keer lijsttrekker voor de SP bij de Tweede Kamerverkiezingen. 

## De lijst
De kandidaten op de plaatsen 1 tot en met 24 en lijstduwer Huub Oosterhuis waren in iedere kieskring gelijk. Omdat de SP 25 zetels haalde en de nummer 24 op de lijst Tiny Kox afzag van zijn benoeming, kwamen ook kandidaten in aanmerking die op een van de regionale lijsten stonden. Volgens de uitslag en de regels van de Kiesraad werd daarvoor eerst gekeken naar de lijst van kieskring 19 (Maastricht). De eerstvolgende kandidaat Paul Lempens kwam hierdoor in het parlement. De vervanging van Tiny Kox diende uit kieskring 17 te komen (Tilburg). Nadat vier kandidaten afzagen van benoeming, aanvaardde Hugo Polderman wel het Kamerlidmaatschap.
Later kwamen tussentijds ook Farshad Bashir (als vervanger van Rosita van Gijlswijk), Manja Smits (als vervanger van Ron Abel) en Trix de Roos (als vervanger van Nathalie de Rooij) in de Tweede Kamer.

### Landelijke kandidaten
1. Jan Marijnissen
2. Agnes Kant
3. Harry van Bommel
4. Jan de Wit
5. Krista van Velzen
6. Ewout Irrgang
7. Ronald van Raak *
8. Emile Roemer *
9. Renske Leijten *
10. Paul Ulenbelt *
11. Ron Abel *
12. Sharon Gesthuizen *
13. Jasper van Dijk *
14. Sadet Karabulut *
15. Nathalie de Rooij *
16. Hans van Leeuwen *
17. Fons Luijben *
18. Paulus Jansen *
19. Remi Poppe
20. Arda Gerkens
21. Rosita van Gijlswijk *
22. Henk van Gerven *
23. Marianne Langkamp *
24. Tiny Kox *
25. Huub Oosterhuis *

* niet eerder voor de SP in de Tweede Kamer

** de nummers 25 t/m 29 verschillen per kieskring en waren nog niet eerder voor de SP in de Tweede Kamer

### Regionale kandidaten

#### KieskringenGroningen,LeeuwardenenAssen
1. Farshad Bashir
2. Hennie Hemmes
3. Frans Baron
4. Manja Smits
5. Wim Moinat

#### KieskringenLelystadenUtrecht
1. Jan Voogdt
2. Wim van Gammeren
3. Paulien van Vlaanderen
4. Nuh Demirbilek
5. Bob Ruers

#### KieskringenZwolle,NijmegenenArnhem
1. Rikus Brader
2. Mariska ten Heuw
3. Hans van Hooft
4. Düzgün Yildirim
5. Gerrie Elfrink

#### KieskringenAmsterdam,HaarlemenDen Helder
1. Colette Sacco
2. John van Otterloo
3. Hilde van der Molen
4. Ake de Vries
5. Remine Alberts

#### KieskringenDen Haag,Leiden
1. Harre van der Nat
2. Bart Vermeulen
3. Ingrid Gyömörei
4. Naomi Smulders
5. Daniël Westhoek

#### KieskringenRotterdamenDordrecht
1. Joost van de Sluis
2. Theo Cornelissen
3. Lies van Aelst
4. Fetse Visser
5. Arnout Hoekstra

#### KieskringMiddelburg
1. Fons van Limpt
2. Trix de Roos
3. Jurgen Vos
4. Gert-Jan Bouterse
5. Ger van Unen

#### KieskringTilburg
1. Frans Huijsmans
2. Marga van Broekhoven
3. Johan Kwisthout
4. Gonny Andreas
5. Hugo Polderman

#### Kieskring's-Hertogenbosch
1. Hans Verbakel
2. Cecile Visser
3. Spencer Zeegers
4. Tonnie Wouters
5. Bernard Gerard

#### KieskringMaastricht
1. Paul Lempens
2. Riet de Wit
3. Jef Kleijnen
4. Thijs Coppus
5. Jacqueline Gabriël

1977 · 1981 · 1982 · 1986 · 1989 · 1994 · 1998 · 2002 · 2003 · 2006 · 2010 · 2012 · 2017 · 2021 · 2023
CDA · PvdA · VVD · SP · Fortuyn · GroenLinks · D66 · ChristenUnie · SGP · Nederland Transparant · PvdD · EénNL · PVV · Lijst 14 · Partij voor Nederland · CDDP · LibDem · VSP · Ad Bos Collectief · GVIP · Lijst 21 · Tamara's Open Partij · Solide Multiculturele Partij · hetZeteltje